# Еикјо
Еикјо (永享) је јапанска ера (ненко) која је настала после Шочо и пре Какицу ере. Временски је трајала од септембра 1429. до фебруара 1441. године и припадала је Муромачи периоду. Владајући монарх био је цар Го Ханазоно.

## Важнији догађаји Еикјо ере
- 14. април 1429. (Еикјо 1, девети дан трећег месеца): Ашикага Јошинобу је прихваћен од стране двора, пружене су му све почасти и добија ново име Ашикага Јошинори.[3]
- 1429.: Јошинори постаје нови шогун.[4]
- 1430.: Јужна војска се предаје.[4]
- 1432.: Акамацу Мицусуке бежи а Јошинори добија писма од кинеског цара.[5]
- 1433. (Еикјо 5, шести месец): Цар Кине шаље писмо шогуну ословљавајући га са краљем Јапана, мислећи да такву титулу поседују сви који су на челу Ашикага шогуната.[6]
- 1433. (Еикјо 5, десети месец): Умире бивши цар Го Комацу.[7]
- 1433.: Отомо се буни, побуна монаха са планине Хиеи.[4]
- 1434.: Тосенбугјо регулише спољне односе Јапана.[8]
- 1436.: У Кјоту је у пожару изгорела пагода Јасака у близини храма Хокаџи.[9]
- 1438.: Кантов канреи (администратор Канто регије) Ашикага Мочиуџи буни се против Муромачи шогуната, догађај у историји познат и као Еикјо побуна (永享の乱 Еикјо но ран).[10]
- 1439.: Мочиуџи је поражен и он извршава самоубиство. Незадовољство са Јошиноријем и даље расте.[11]
- 1440.: Јошинори обнавља пагоду Јасака.[9]
- 1441.: Јошинору даје клану Шимазу суверенитет над острвима Рјукју. Акамацу убија Јошинорија у Какицу инциденту а затим Јамана убија Акамацуа.[12]